# バレーボールカメルーン男子代表
バレーボールカメルーン男子代表（バレーボールカメルーン だんしだいひょう）は、バレーボールの国際大会で編成されるカメルーンの男子バレーボールナショナルチームである。

## 歴史
1964年に国際バレーボール連盟へ加盟。初出場の1971年アフリカ選手権は4位で、1989年と2001年に優勝している。世界選手権は1990年大会に初出場し15位。2009年8月に行われた2010年世界選手権アフリカ予選をグループトップで勝ち抜き、20年ぶり2回目の出場権を獲得した。

## 過去の成績

### オリンピックの成績
- 2004年 - 最終予選敗退
- 2008年 - アフリカ予選敗退

### 世界選手権の成績
1949年から1986年まで出場なし
- 1990年 - 15位
- 1994年 - 不出場
- 1998年 - アフリカ予選敗退
- 2002年 - アフリカ予選敗退
- 2006年 - アフリカ予選敗退
- 2010年 - 13位
- 2014年 - 21位

### ワールドカップの成績
- 1989年 - 8位

### アフリカ選手権の成績
| - 1971年 - 4位 - 1983年 - 4位 - 1987年 - 準優勝 - 1989年 - 優勝 - 1991年 - 4位 - 1995年 - ? | - 1997年 - 準優勝 - 1999年 - 4位 - 2001年 - 優勝 - 2003年 - 3位 - 2005年 - 3位 - 2007年 - 3位 | - 2009年 - 3位 - 2011年 - |  |

## 歴代代表選手
- エンダキ・エムブレイ